# Hardy Boyz
Pour les articles homonymes, voir The Hardy Boys.
Palmarès
WWE World Heavyweight Championship  (2 fois) - Jeff
WWE Championship  (1 fois) - Jeff
WWE ECW World Heavyweight Championship (1 fois) - Matt
TNA World Heavyweight Championship (5 fois) - Jeff et Matt
WWE RAW Tag Team Championship (1 fois) 
WWF/E World Tag Team Championship  (6 fois)
WCW World Tag Team Championship (1 fois)
OMEGA Tag Team Championship (1 fois)
The Hardy Boyz ou The Hardys est une équipe de catcheurs Face, composée des deux frères Matt Hardy et Jeff Hardy. Le duo travaille actuellement à la All Elite Wrestling.
L'équipe est surtout connue pour son travail à la World Wrestling Federation/Entertainment, entre 1998 et 2009. Ensemble, ils ont détenu six fois le titre de champions du Monde par équipe de la WWF/E et une fois celui de champions du Monde par équipe de la WCW. Avant leurs débuts à la WWF, les Hardy Boyz ont fondé en 1997 une fédération indépendante de catch, l'Organization of Modern Extreme Grappling Arts, qui fermera en 1998, à la suite de l'arrivée des Hardys à la WWF. Après leur séparation à la WWE en 2009 à la suite du départ de Jeff, l'équipe se reforme début 2011 à la Total Nonstop Action Wrestling, lorsque Matt vient rejoindre son frère Jeff. L'équipe se dissout définitivement quelques mois après, lorsque Matt se fait renvoyer par la fédération. L'équipe se reformera une nouvelle fois en 2014 avec le retour de Matt Hardy à la Total Nonstop Action Wrestling. En 2017, les Hardy Boyz effectuent leur retour à la WWE lors du ladder match pour le championnat par équipes, à WrestleMania 33. Ils remportent ce match et deviennent de ce fait, champions par équipes de la WWE pour la huitième fois. Le 9 avril 2019 à SmackDown Live, les Hardy Boyz battent les Usos pour les WWE SmackDown Tag Team Championship devenant ainsi pour la neuvième fois champions par équipe de la WWE et égalant le record des Dudley Boyz.
Les Hardy Boyz sont spécialisés dans les Ladder match et les matchs avec des échelles, des tables et des chaises (Tables, Ladders & Chairs matches).

## Carrière

### Circuit indépendant (1993-1998)
Matt Hardy et Jeff Hardy commencent à catcher en tag team en 1993 sur le circuit indépendant en Caroline du Nord en créant le Trampoline Wrestling Federation (TWF) puis l'Organization of Modern Extreme Grappling Arts (OMEGA) en 1997, qui a accueilli Shannon Moore, Gregory Helms, Christian York, C.W. Anderson, Joey Mercury, Marty Garner, Jason Arhndt ou encore Steve Corino. Ils y gagnent le titre de champions du monde par équipe contre Gregory Helms et Mike Maverick le 24 juillet 1998.

### World Wrestling Federation/Entertainment (1998-2009)

#### Débuts (1998-2000)
Les deux frères signent un contrat avec la World Wrestling Federation en 1998 où ils forment une équipe acrobatique avec Michael Hayes comme manager. Ils œuvrent initialement en tant que jobbers, catcheurs dont le rôle est de perdre tous leurs matchs pour faire valoir leurs adversaires. Ils sont alors formés par Dory Funk. Ils commencent à devenir populaires lors de leur victoire sur Kai En Tai le 27 septembre 1998 à WWE Heat.
Le 29 juin 1999, ils remportent leur premier WWF World Tag Team Champions contre The Acolytes lors d'un RAW is WAR se déroulant en Caroline du Nord, État dont ils sont originaires,. Ils garderont les titres 26 jours avant de le perdre au profit de The Acolytes.
En août 1999, ils deviennent brièvement heel en s'associant avec Gangrel et forment The New Brood. Après avoir remporté une série de matchs contre l'équipe formée par Edge et Christian, ils se séparent de Gangrel, reprennent leur nom initial et gagnent les services de Terri Runnels en tant que manager en remportant la finale du Terri Invitational Tournament au cours du tout premier Ladder match par équipe de l'histoire de la WWF le 17 octobre 1999 à No Mercy, face à Edge et Christian,. Commence alors une rivalité entre les deux équipes qui durera plus de deux ans.

#### Les sommets du catch par équipes (2000-2002)

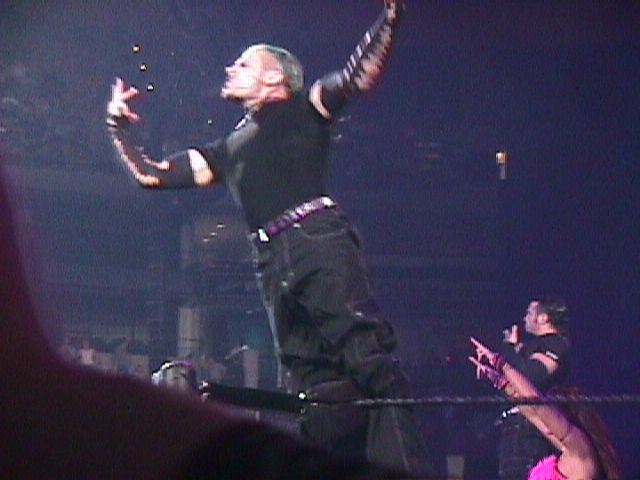
Team Xtreme

En 2000, les Hardy Boyz sauvent Lita d'une bagarre contre Essa Rios. Elle intègre alors l'équipe qui prend le nom de Team Xtreme. À WrestleMania 2000, ils font face à Edge et Christian et les Dudley Boyz dans un match de l'échelle opposant les trois équipes pour les WWF World Tag Team Championship, remporté par Edge et Christian (élu match de l'année 2000 par le magazine Pro Wrestling Illustrated). Ils font à nouveau face à Edge et Christian pour les titres lors d'Insurrextion 2000 le 6 mai 2000, mais Edge, en frappant Matt et Jeff avec la cloche du ring, fait disqualifier son équipe et conserve le titre. Au King of the Ring, le 25 juin 2000, ils combattent dans un Four Corners Elimination match pour les WWF World Tag Team Championship qui opposait Too Cool (Brian Christopher et Scotty 2 Hotty), T & A (Test et Albert) et Edge et Christian. Après avoir réussi à éliminer T & A, ils sont à leur tour éliminés par Edge et Christian. À SummerSlam le 27 août, ils participent au premier TLC match de l'histoire pour les WWF World Tag Team Championship, les opposant à Edge et Christian et les Dudley Boyz. Edge et Christian remportent les titres.
À Unforgiven, le 24 septembre, ils battent Edge et Christian dans un match en cage et remporte pour la deuxième fois les WWF World Tag Team Championship. Ils perdent le titre au profit d'Edge et Christian déguisés comme Los Conquistadores à No Mercy le 22 octobre 2000, mais le reprennent la nuit suivante à Raw à leur tour déguisés comme Los Conquistadores. L'équipe perd à nouveau le titre le 6 novembre, lors d'une édition de Raw is War, dans un match contre l'équipe Right to Censor, composé de Barry Buchanan et The GodFather, lorsqu'ils sont agressés par Edge et Christian, permettant ainsi à Right to Censor de remporter la ceinture. Ils commencent alors une rivalité avec Edge et Christian et Right to Censor. Aux Survivor Series 2000, le 19 novembre, ils se joignent aux Dudley Boyz et battent Edge et Christian et Right to Censor dans un match d'élimination remporté par Jeff Hardy. À Rebellion, le 2 décembre, ils sont opposés à Right to Censor dans un match pour le titre mais perdent à la suite d'une intervention de Val Venis. Le 4 décembre, lors de Raw is War, Dean Malenko, le WWF Light Heavyweight Champion, défait Team Xtreme et gagne un rendez-vous avec Lita. Trois jours plus tard à SmackDown, il est attaqué par les Hardy Boyz alors qu'il attendait Lita à l'hôtel,. Commence alors une rivalité entre les frères et Malenko et ses amis de l'équipe The Radicalz : Eddie Guerrero, Chris Benoit et Perry Saturn. Les deux équipes s'affrontent plusieurs fois à Raw et à SmackDown, ainsi qu'à Armageddon. En 2001 les deux frères ont des pushs en solo : Jeff remporte remporte le WWE Intercontinental Championship (en battant Triple H), le WWE Light Heavyweight Championship (en battant Jerry Lynn) et le WWE Hardcore Championship (en battant Mike Awesome et Rob Van Dam) ; Matt, lui, remporte le WWE European Championship (en battant Eddie Guerrero) et le WWE Hardcore Championship (en battant Crash Holly).
Le 5 mars 2001 à Raw, ils remportent leur quatrième WWF World Tag Team Championship face aux Dudley Boyz, aidés par une intervention de Christian. Ils perdent le titre deux semaines plus tard face à Edge et Christian à Raw. Le mois suivant, lors de WrestleMania X-Seven, ils participent à nouveau à un TLC match contre les Dudley Boyz et Edge et Christian, remporté par ces derniers grâce à l'aide de Rhyno (élu match de l'année 2001 par le magazine Pro Wrestling Illustrated).
Le 8 octobre à Raw, ils remportent les WCW World Tag Team Championship contre Booker T et Test. Ils perdent deux semaines plus tard au profit des Dudley Boyz. Lors du Raw du 12 novembre, ils battent à nouveau Booker T et Test, cette fois pour les WWE World Tag Team Championship qu'ils remportent pour la cinquième fois. Lors des Survivor Series, le 18 novembre, ils perdent les titres contre les Dudley Boyz dans un match en cage d'unification.
Lors de No Way Out, les Hardy Boyz participent à un Tag team turmoil match remporté par The Acolytes. À WrestleMania X8, le 17 mars, Billy and Chuck, The Acolytes, The Dudley Boyz et les Hardy Boyz luttent dans un Four Corners Elimination match pour les WWE World Tag Team Championship. Billy and Chuck gagnent le match. Ils commencent ensuite une rivalité avec un nouveau venu, Brock Lesnar et son manager Paul Heyman. Au Judgment Day, le 19 mai, ils perdent face à eux dans un tag team match.

#### Séparation (2002-2006)
Ils se séparent quand Jeff entame une rivalité avec The Undertaker tandis que Matt est relégué à WWE Heat puis à SmackDown! en 2002, où il se surnomme lui-même « Matt Hardy Version 1 » et le « Master of Mattitude ». En avril 2005, Matt est renvoyé par la WWE mais est réembauché quelques mois plus tard et réintègre SmackDown.
Jeff est suspendu par la WWE le 22 avril 2003, pour non-respect de la politique de la WWE. Il débute ensuite à Total Nonstop Action Wrestling (TNA) en 2004. Il est de nouveau suspendu pour ne pas s'être présenté à plusieurs évènements. Le 4 août 2006, il retourne à la WWE dans le roster de WWE Raw.

#### The Hardys (2006-2007)

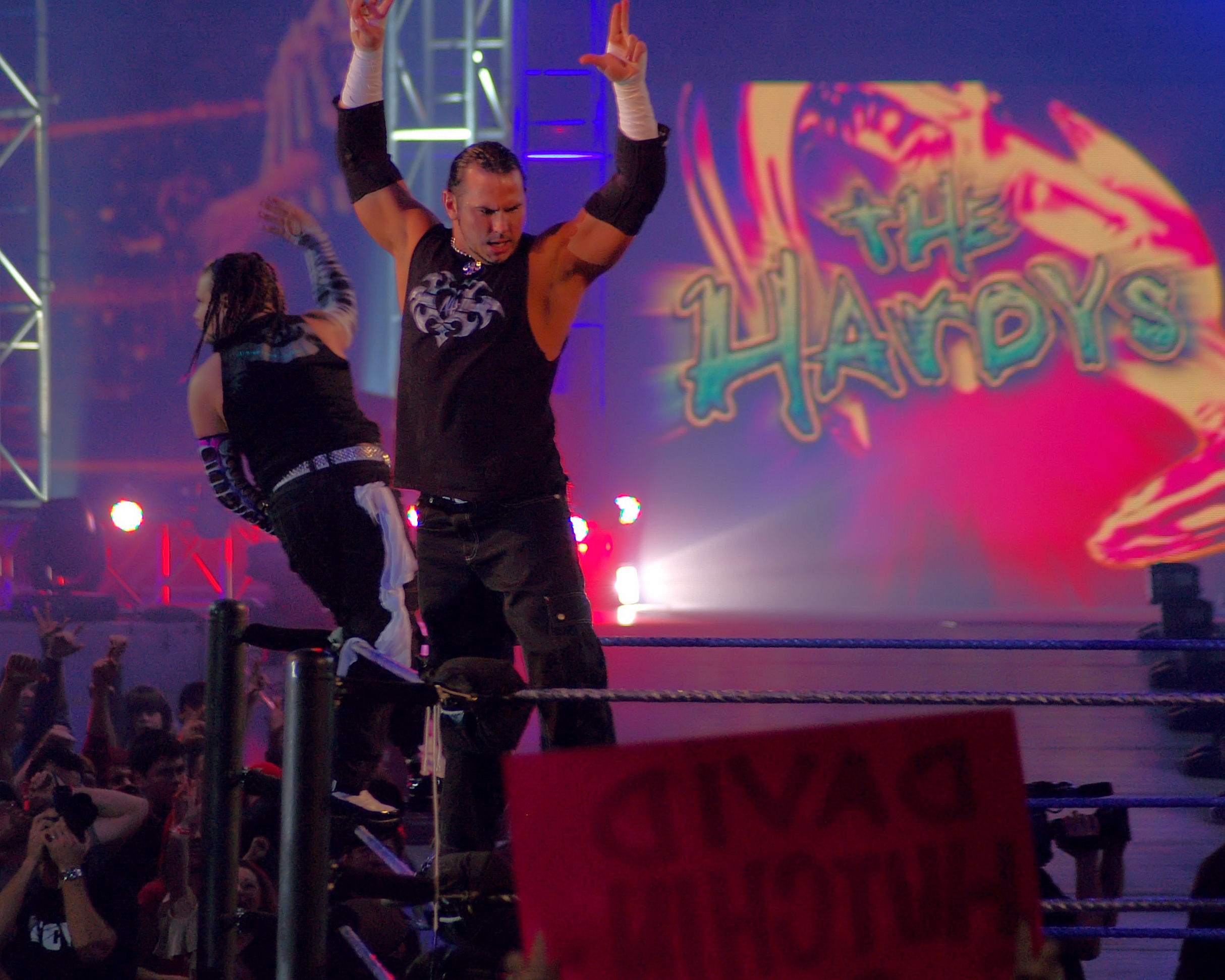
Les Hardy Boyz lors du ECW December to Dismember en 2006.

En novembre 2006, le site de la WWE annoncent que les frères Hardy se reformeront lors des Survivor Series 2006. 
Appelés dorénavant The Hardys, ils participent au ECW diffusé sur la chaîne Sci Fi le 21 novembre 2006 dans un match les opposant aux Full Blooded Italians (James Maritato et Tony Mamaluke) dont ils sortent vainqueurs,.
Le 26 novembre 2006, aux Survivor Series, ils font partie de l'équipe DX avec CM Punk, Triple H et Shawn Michaels et défont l'équipe Rated-RKO, constituée de Gregory Helms, Mike Knox, Johnny Nitro, Randy Orton et Edge, en éliminant tous leurs adversaires sans perdre un seul équipier (5 à 0).
Le 27 novembre à Raw, The Hardys participent à leur premier combat pour le titre de World Tag Team Champions depuis cinq ans. Ils sont opposés à l'équipe Rated-RKO composée de Edge et Randy Orton qui conserve le titre par disqualification. Le même soir, ils proposent un défi à l'équipe MNM (Joey Mercury, Johnny Nitro) pour le December to Dismember. Ils acceptent de se réunir et les frères gagnent le match, c'est alors que commence une rivalité entre les deux équipes. Les Hardys obtiennent une chance de remporter le titre de Champions du monde par équipe à Armageddon dans un match de l'échelle les opposant aux équipes MNM, William Regal & Dave Taylor et Paul London et Brian Kendrick, mais ces derniers conservent leur titre. Joey Mercury sera réellement blessé lors de ce match par une échelle sur laquelle Jeff Hardy venait de sauter. Les MNM tentent ensuite de blesser à leur tour les deux frères et les deux équipes règlent leur querelle au Royal Rumble le 28 janvier 2007 lorsque les Hardys battent les MNM pour la deuxième fois.
Le 2 avril 2007 à Raw, ils remportent leur sixième titre de Champions du monde par équipe dans une bataille royale à 10 par équipe. Ils entrent dans une rivalité avec Lance Cade et Trevor Murdoch pour le titre mondial par équipe. Après avoir perdu les matchs les opposant à l'équipe composée de Lance Cade et Trevor Murdoch deux semaines de suite à Raw, ils conservent leur titre lors de Backlash en avril 2007 et de Judgment Day en mai face à cette même équipe. Lors de One Night Stand du 3 juin, ils conservent le titre face à The World's Greatest Tag Team (Charlie Haas et Shelton Benjamin) dans un match de l'échelle. Mais la nuit suivante à Raw, ils perdent le titre face à Cade et Murdoch. Un match de revanche a lieu à Vengeance le 24 juin contre les champions par équipe mais les Hardy perdent.

#### Apparitions épisodiques (2007-2009)

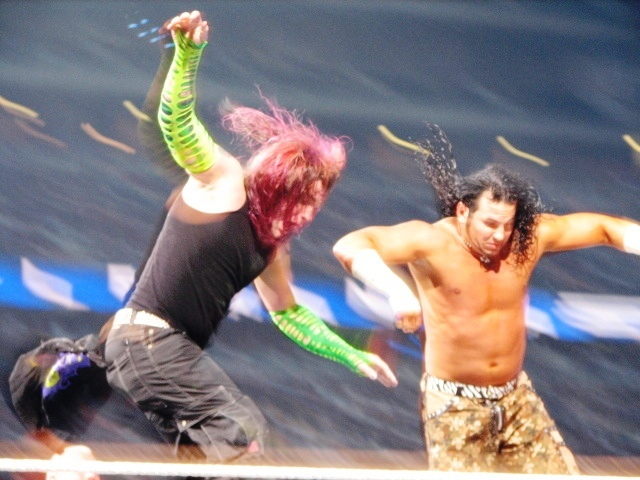
The Hardy Boyz en 2007.

Les Hardys reviennent ensemble à Raw le 12 novembre 2007 et font équipe avec Rey Mysterio face à MVP, Dave Finlay et Mr. Kennedy. Ces derniers perdent le match. Le lendemain à ECW, Jeff et Matt perdent face à MVP et Mr. Kennedy.
En juin 2008, le temps d'un match, l'équipe est reformée dans un combat qu'ils perdent les opposant à John Morrison et The Miz. Le même soir Matt Hardy est drafté à ECW et Jeff Hardy à SmackDown. Ils prennent leur revanche, le 15 juillet à ECW.
Ils se réunissent ensuite deux fois en 2008 : le 31 octobre à SmackDown avec Rey Mysterio face à Kane, MVP et Mark Henry et le 3 novembre à Raw face à MVP et Brian Kendrick. Ils gagnent les deux rencontres,.
Un autre combat par équipe a lieu, ils reforment de nouveau les Hardy Boyz l'espace d'une soirée, le 2 janvier 2009 face à Edge et Big show ; Matt et Jeff remportèrent le match.

#### Fin des Hardy Boyz à la WWE (2009)

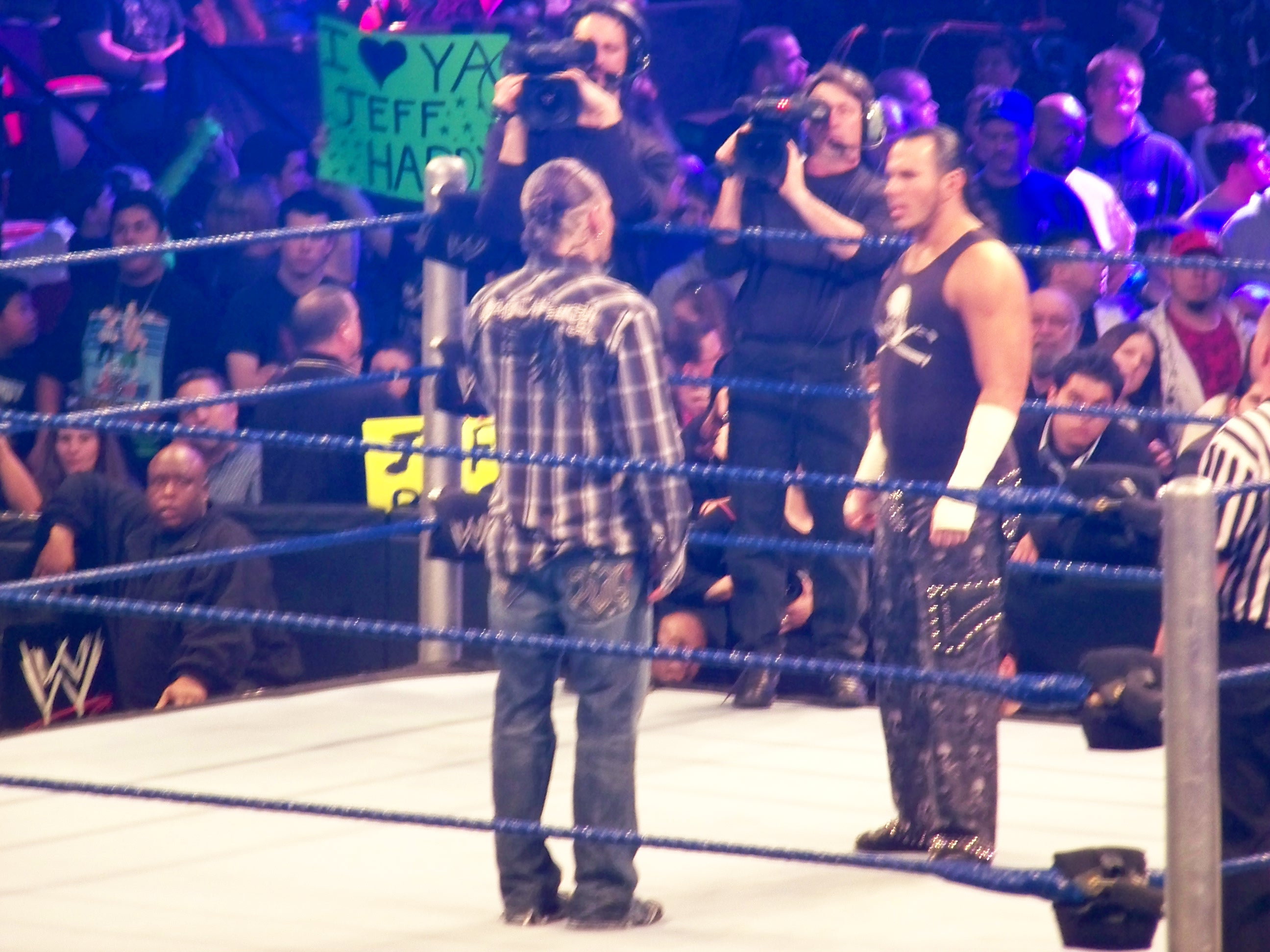
Jeff et Matt Hardy lors de leur rivalité en février 2009.

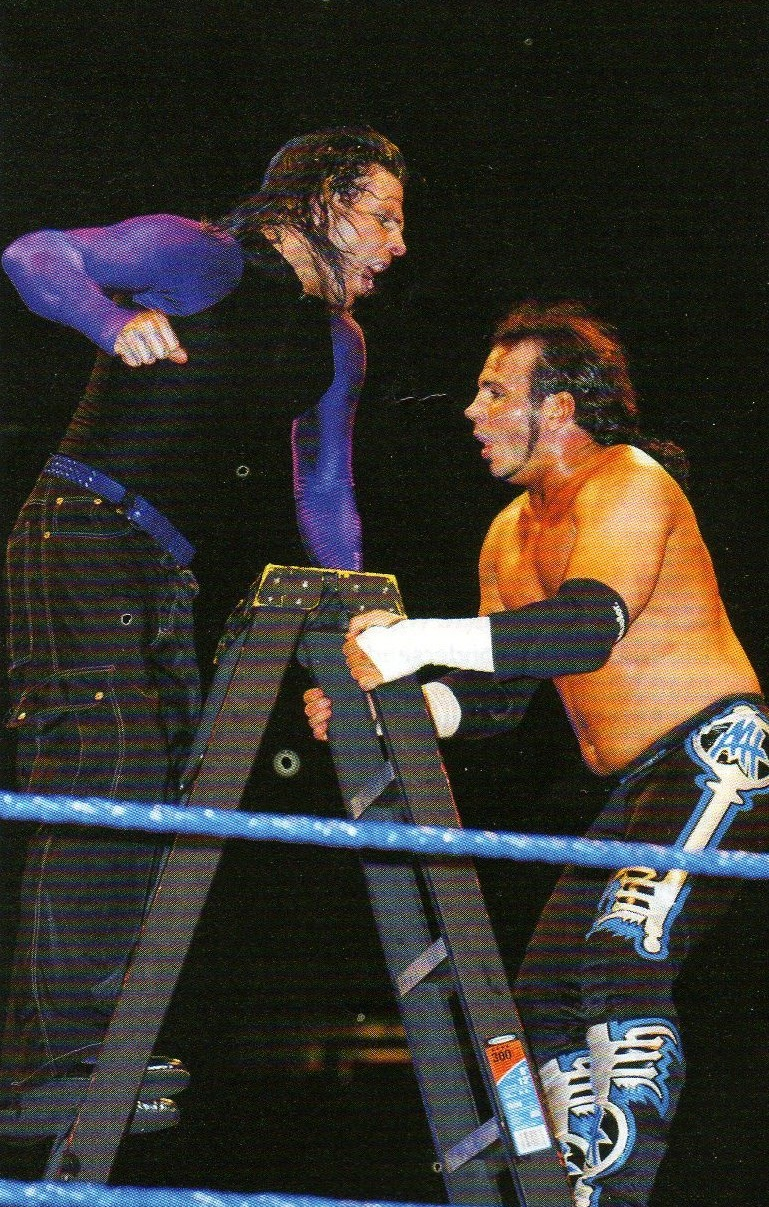
Les Hardys se battant l'un contre l'autre en 2009

Au Royal Rumble 2009, Jeff met sa ceinture de champion de la WWE en jeu dans un match contre Edge mais Matt intervient en donnant un coup de chaise à Jeff. Jeff perd donc son titre et une rivalité commence entre les Hardy. Dans le SmackDown suivant, Matt Hardy se rend sur le ring et explique que son acte de trahison est le fait d'une jalousie envers la carrière de son frère mais dit que rien ne prouve que l'incident pyrotechnique venait de lui. Matt Hardy affirmait alors que les Hardy Boys n'étaient plus. Lors du SmackDown! du 27 février, Jeff refuse de se battre contre son frère malgré son attaque dans le match contre Edge. À WrestleMania XXV, ils s'affrontent dans un match Brother vs Brother (« Frère contre frère ») où l'utilisation d'objets est autorisée, match que Matt remporta. Ils s'affrontent ensuite par deux fois, et Jeff perd les deux rencontres.
Lors du draft de 2009, Matt est envoyé à Raw après la victoire de John Cena sur Jack Swagger ce qui ne met pas fin à leur rivalité. Lors de leur "I Quit" match à Backlash 2009, Jeff remporte la victoire sur son frère en le faisant abandonner après lui avoir cassé la main. Chacun des frères intervient ensuite à plusieurs reprises dans les matchs de l'autre notamment à Judgment Day où Matt interfère dans le combat de son frère contre Edge pour le titre de Champion du monde poids-lourd de la WWE en le frappant avec son plâtre.
Trois mois plus tard, au Smackdown du 14 août 2009, et deux semaines avant le départ de Jeff Hardy de la WWE, Matt Hardy sauve son frère de CM Punk avec l'aide de John Morrison mettant ainsi fin à leur rivalité. La semaine suivante, ils reforment les Hardys et accompagnés de John Morrison, ils battent CM Punk et The Hart Dynasty.

### Total Nonstop Action Wrestling (2011)

#### Immortal et Départ de Matt Hardy (2011)
Les Hardy Boyz se reforment à la Total Nonstop Action où Matt Hardy rejoint son frère en tant que Heel, parti depuis 2009, lors de Genesis dans un match contre Rob Van Dam et sont des membres des Immortels donc sont d'attitude Heel. À la suite du match de Matt à Genesis, c'est au tour de Jeff Hardy de défendre son titre face à Mr.Anderson et durant le match, Matt est intervenu pour essayer d'aider Jeff à remporter le match et conserver le titre mais RVD est intervenu donc Anderson a pu remporter le titre face à Jeff. À la suite de Genesis, lors d'Impact! le 13 janvier 2011, les Hardy Boyz se sont reformés et ont affronté Rob Van Dam et Mr. Anderson et ont gagné le match (match organisé par leur manageur Eric Bischoff). Les deux frères apparaîtront plusieurs fois ensemble dans le clan des Immortels jusqu'à ce que Jeff Hardy se fasse suspendre à Victory Road, laissant Matt seul à la TNA. C'est au tour de Matt Hardy de se faire licencier le 16 mai 2011 de la TNA. Jeff Hardy reprendra du service en septembre 2011 lors d'Impact Wrestling.

### Retour sur le Circuit Indépendant (2014)

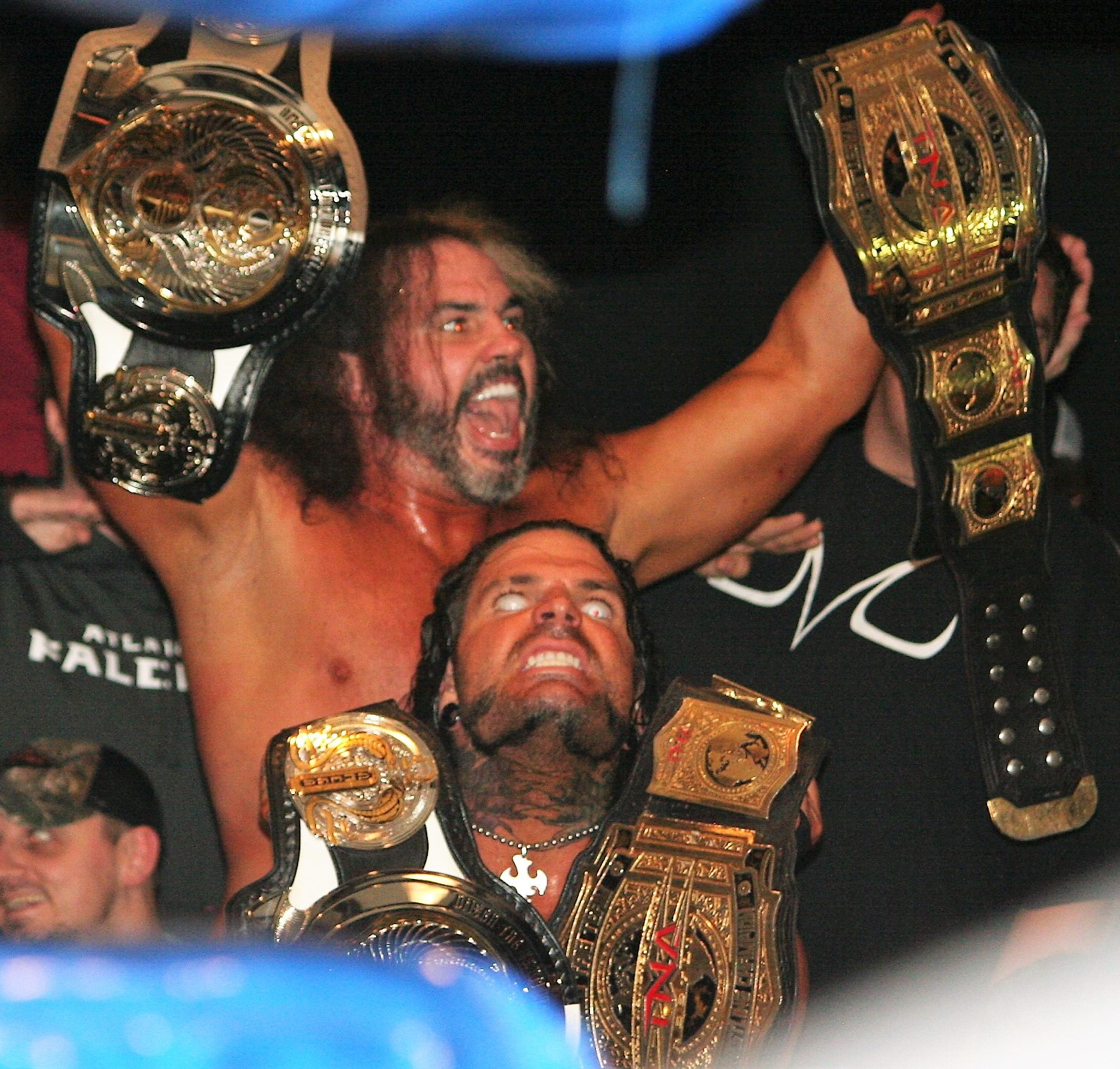
The Hardys, en tant que TNA World Tag Team Champions et OMEGA Tag Team Champions durant leur "Expedition of Gold" en Janvier 2017

Lors de Chaos In Cameron, ils battent The Briscoe Brothers (Jay Briscoe et Mark Briscoe). Le 31 mai 2014, The Hardys ont battu CW Anderson et Jeff Lewis Neal à la Big Time Wrestling. La nuit suivante The Hardys défait Jeff Lewis Neal et Bam Shaw.
Lors de IWR OklaMania 2016 - Tag 2, ils battent War Machine (Hanson et Raymond Rowe). Lors du show HOG High Intensity 5 de la House Of Glory, ils battent Private Party (Isiah Kassidy et Marq Quen) et remportent les HOG Tag Team Championship. Lors de Wrestling Superstar Fatal Destiny, ils battent The Young Bucks et The Supernaturals (Gladiator Angel & Hellspawn) et remportent les WS Tag Team Championship.
Lors de WrestleCon SuperShow 2017, ils battent The Lucha Brothers (Penta El Zero M et Rey Fénix).

### Retour à la Total Nonstop Action Wrestling (2014-2016)

#### TNA World Tag Team Champions (2014-2015)
Le 16 juin 2014, TNA a annoncé que Matt et Jeff Hardy seront en compétition à Destination X et Impact Wrestling à New York le 26 juin a réuni.
Lors de Destination X, les Hardys se sont reformés et ont affronté The Wolves (Davey Richards et Eddie Edwards), match que les Hardys ont perdu, ce qui ne leur aura pas valu les ceintures par équipe de la TNA. Le 15 août, Les Hardys ont affronté la Team 3D et ont perdu le match. La semaine suivante, les Hardys ainsi que la Team 3D et Les Wolves se sont entretenus pour organiser un match à trois séries (c'est-à-dire qu'il s’étalera sur 3 semaines), et lors du 1er match, La Team 3D a remporté le match.
Lors de Lockdown (2015), ils perdent contre The Revolution (James Storm et Abyss) dans un Steel Cage Tag Team match et ne remportent pas les TNA World Tag Team Championship.
Lors d'Impact Wrestling du 17 avril 2015, ils battent The Revolution (James Storm et Khoya) pour participer au Ultimate X Tag Team Championship Match et plus tard dans la soirée, ils battent  Bram et Ethan Carter III, Austin Aries et Bobby Roode et The Beat Down Clan (Kenny King et Low Ki) dans le Ultimate X match et remportent les vacants TNA World Tag Team Championship.

#### The Broken Hardys et départ de la TNA (2015-2017)
Lors de Bound for Glory, Matt Hardy remporte pour la première fois de sa carrière le championnat du monde poids lourds de la TNA dans un triple treath match contre Ethan Carter III et Drew Galloway. Malheureusement, son titre lui est retiré deux jours plus tard. Le 19 janvier 2016, Matt Hardy remporte pour la deuxième fois le championnat du monde poids lourds de la TNA contre Ethan Carter III et effectue un heel turn en s'alliant avec Tyrus qui trahit EC3. Le 26 janvier à Impact Wrestling, l'équipe se dissout lors d'un match entre les deux frères pour le championnat du monde poids lourds de la TNA qui se termine en no-contest, à la suite d'une attaque de Bram et Eric Young envers Jeff Hardy.
À la suite du combat intitulé The Final Deletion remporté par Matt Hardy, qui remporte les droits du nom Hardy (kayfabe), ce dernier va torturer moralement son frère Jeff en disant de lui qu'il est Obsolète, jusqu'à le briser et annonce vouloir reconquérir les titres par équipes avec son frère, désormais appelé Brother Nero.
Le 19 août 2016, ils battent The Tribunal (Basile Baraka et Baron Dax), The BroMans ainsi que The Helms Dynasty (Trevor Lee et Andrew Everett) pour devenir challengers N°1 pour les TNA World Tag Team Championship et ainsi, ils s'engagent dans une rivalité avec The Decay (Abyss et Crazzy Steve).
Lors de Bound for Glory, ils battent The Decay dans un Extreme Rules Match intitulé The Great War et deviennent pour la deuxième fois TNA World Tag Team Champions. Lors de l'Impact Wrestling du 20 octobre, ils conservent leur titres contre The Tribunal (Baron Dax et Basile Baraka).
Lors de TNA One Night Only: Live 2017, ils conservent leur titres contre Eli Drake et Tyrus. Lors de l'Impact Wrestling du 26 janvier, ils conservent leur titres contre The DCC (Bram et Kingston) et The Decay dans un Three-Way Tag Team Match.

### Ring Of Honor (2017)
Lors de Manhattan Mayhem VI, ils battent The Young Bucks et remportent les ROH World Tag Team Championship. Lors de ROH 15th Anniversary Show, ils conservent leur titres contre The Young Bucks et Roppongi Vice (Baretta et Rocky Romero) dans un Las Vegas Street Fight Match,. Lors de Supercard of Honor XI, ils perdent les titres contre The Young Bucks dans un Ladder match.

### House of Hardcore (2017)
Le 22 avril 2017 lors de House of Hardcore 25, ils battent Tommy Dreamer et Billy Gunn.

### Retour à la World Wrestling Entertainement (2017-2020)

#### Retour, champions par équipe deRawet blessure de Jeff (2017)
Le 2 avril 2017 à WrestleMania 33, les Hardy Boyz font leur retour à la World Wrestling Entertainment, après 7 ans de séparation. Ils deviennent les nouveaux champions par équipe de Raw en battant les Good Brothers, The Bar, Big Cass et Enzo Amore dans un Fatal 4-Way Ladder Tag Team Match. Le 30 avril à Payback, ils conservent leurs titres en battant The Bar. Après le combat, leurs adversaires effectuent un Heel Turn en les attaquant. Le 4 juin à Extreme Rules, ils perdent face au duo européen dans un Steel Cage Match, ne conservant pas leurs titres.
Le 9 juillet à Great Balls of Fire, ils ne remportent pas les titres par équipe de Raw, battus par The Bar dans un 30-Minute Iron Man Match. Le 20 août lors du pré-show à SummerSlam, Jason Jordan et eux perdent face au Miz et le Miztourage (Bo Dallas et Curtis Axel) dans un 6-Man Tag Team Match. Le 25 septembre, le cadet souffre d'une déchirure de la coiffe du rotateur de l'épaule, devant s'absenter pendant plusieurs mois.

#### Retour des Hardy Boyz, champions par équipe deSmackDownet séparation (2019-2020)
Le 26 février 2019 à SmackDown Live, Matt Hardy effectue son retour aux côtés de Jeff, reformant les Hardy Boyz. Ils battent ensuite The Bar.
Le 9 avril à SmackDown Live, ils deviennent les nouveaux champions par équipe de SmackDown en batatnt les Usos. Après le match, ils se font attaquer par Lars Sullivan. Le 30 avril à SmackDown Live, à la suite de la blessure de Jeff, les deux frères sont contraints d'abandonner les titres par équipe de SmackDown.
Le 2 mars 2020, l'aîné annonce son départ de la WWE.

### All Elite Wrestling (2022-...)
Le 9 mars 2022 à Dynamite, Matt effectue un Face Turn, car Andrade El Idolo et Private Party se retournent contre lui. Il est secouru par Darby Allin et Sting, puis par son frère cadet Jeff qui fait ses débuts dans la fédération en l'aidant également, ce qui provoque le retour du duo fraternel, après 3 ans de séparation. La semaine suivante à Dynamite : Saint Patrick's Slam, ils effectuent leur premier match ensemble, au sein de la fédération, en battant Private Party.
Le 29 mai à Double or Nothing, ils battent les Young Bucks. Le 14 juin, Jeff est suspendu sans salaire par la compagnie, car arrêté et incarcéré par la police pour conduite en état d'ivresse, qui l'oriente vers une cure de désintoxication.
Le 14 octobre à Rampage, Ethan Page bat Isaiah Kassidy. Stokely Hathaway rachète le contrat de Matt, qui est contraint de travailler pour le premier.
Le 5 avril 2023 à Dynamite, HOOK conserve son titre FTW en battant Ethan Page par soumission. Grâce à la victoire du jeune catcheur, Matt est libéré du contrat avec The Firm. La semaine suivante à Dynamite, Jeff fait son retour de suspension après 10 mois d'absence, et avec HOOK, aide son frère aîné à se débarrasser de la Firm. Le 28 mai lors du pré-show à Double or Nothing, HOOK, et eux battent Ethan Page et les Gunns (Austin et Colten Gunn) dans un Trios match, ce qui permet à Matt de prendre le contrôle du contrat de son premier adversaire.

## Palmarès
- All Star Wrestling
  - 1 fois ASW Tag Team Championship
- The Crash

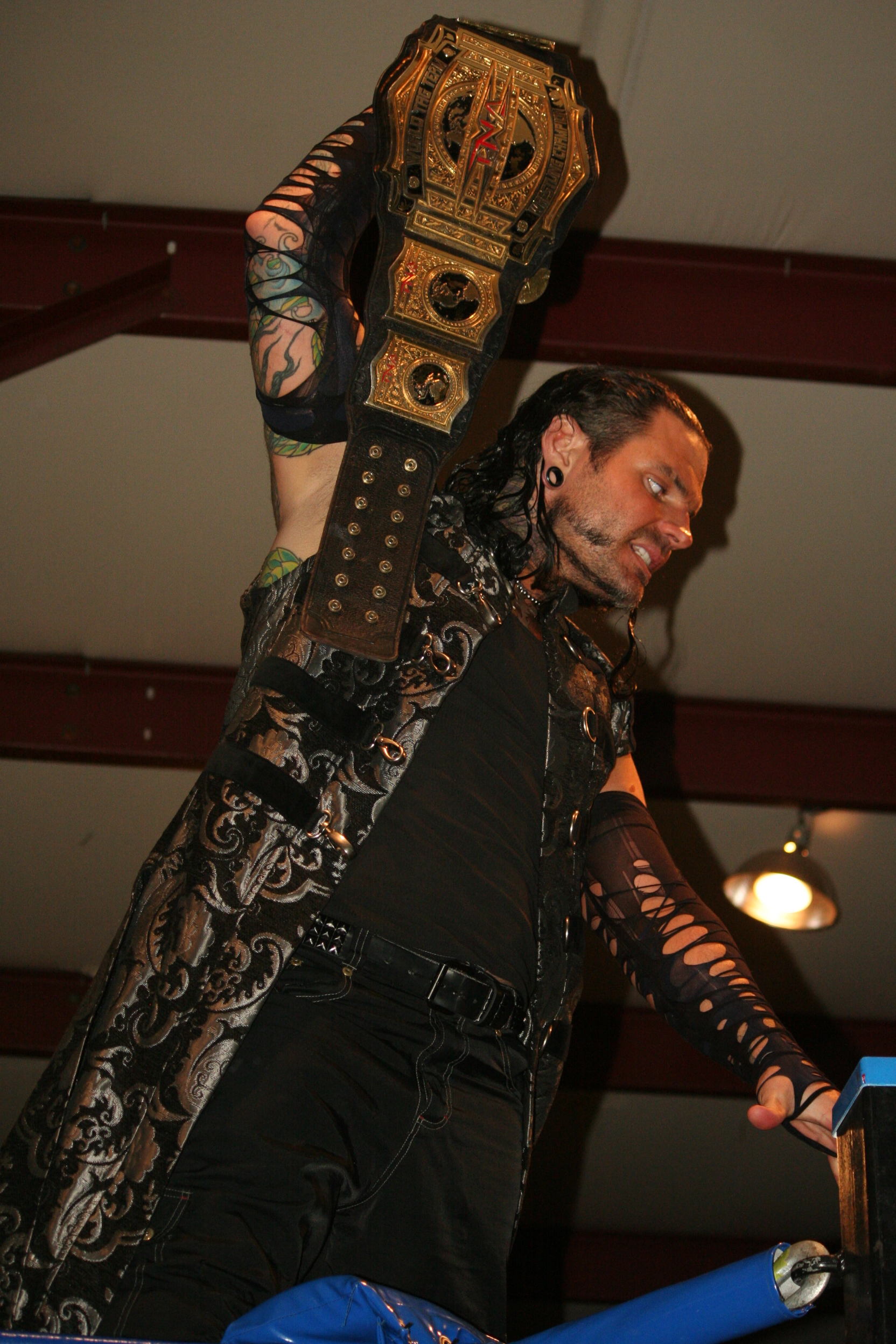
Jeff Hardy en tant que TNA World Tag Team Champions

  - 1 fois The Crash Tag Team Championship [110]
- House of Glory
  - 1 fois HOG Tag Team Championship[111]
- Maryland Championship Wrestling
  - 1 fois MCW Tag Team Championship
- New Dimension Wrestling
  - 1 fois NDW Tag Team Championship
- National Wrestling Alliance
  - 1 fois NWA 2000 Tag Team Champions[24]
- Organization of Modern Extreme Grappling Arts
  - 2 fois OMEGA Tag Team Champions  (actuel) [7]
- Ring of Honor
  - 1 fois ROH World Tag Team Championship [112]
  - 1 fois ROH Superkick Party Champions (non officiel)
- Total Nonstop Action Wrestling
  - 5 fois TNA World Heavyweight Champion - Jeff Hardy (3) ; Matt Hardy (2)
  - 2 fois TNA World Tag Team Championship[113],[114]
  - TNA World Tag Team Championship #1 Contenders Tournament (2014)
- World Wrestling Federation/Entertainment
  - 6 fois WWE World Tag Team Champions[3]
  - 1 fois WCW World Tag Team Champions[29]
  - 1 fois WWE Raw Tag Team Championship
  - 1 fois WWE Smackdown Tag Team Championship
- Wrestling Superstar
  - 1 fois WS Tag Team Championship [115]

### Récompenses de magazines
- Power Slam Magazine
  - Match de l'année en 1999 (Hardy Boyz vs Edge et Christian ; 17 octobre)
  - Match de l'année en 2000 (Hardy Boyz vs Dudley Boyz vs Edge et Christian, SummerSlam 2000)
  - Équipe de l'année en 1999
- Pro Wrestling Illustrated
  - 2 fois Match de l'année
    - en 2000 vs. Edge et Christian et The Dudley Boyz dans un Tables, Ladders, and Chairs match au WrestleMania 2000[15]
    - en 2001 vs. Edge et Christian et The Dudley Boyz dans un Tables, Ladders, and Chairs match au WrestleMania X-Seven[15]

  - 1 fois Équipe de l'année en 2000[116]
- Wrestling Observer Newsletter
  - Équipe de l'année (2007)
  - Sixième meilleure équipe de la décennie (2000-2010)

## Autres médias
Jeff et Matt Hardy apparaissent dans l'épisode 15 de la saison 1 de That '70s Show intitulé Le catch, c'est bath. En 2002, ils participent à Fear Factor (en) avec d'autres lutteurs de la WWE : Test, Lita, Molly Holly et Jacqueline Moore (Jeff Hardy a été éliminé au premier tour et Matt remporte les 50 000 $ qui seront reversés à l'American Cancer Society).
Les frères Hardy ont écrit et publié leur autobiographie The Hardy Boyz: Exist 2 Inspire en 2003 avec l'aide de Michael Krugman. Une deuxième biographie intitulée The Hardy Boyz: Pro Wrestlers Matt and Jeff Hardy de Angie Peterson Kaelberer est publiée en 2003.
Ils apparaissent dans The Hardy Show, un show internet avec les Hardy, Shannon Moore et leurs amis.